# ジョゼ・ルイス・フェレイラ・ロドリゲス
ゼッカ (ZECA) ことジョゼ・ルイス・フェレイラ・ロドリゲス（Jose Luiz Ferreira Rodrigues、1946年7月6日 - ）はブラジル出身の元サッカー選手、サッカー指導者。

## 来歴
1997年から川崎フロンターレのゴールキーパーコーチに就任、1999年からはヘッドコーチに昇格した。チームがJ1に昇格した2000年からは前任の松本育夫の解任・フロント転出に伴い監督に昇格した。だが補強の失敗などもありチームは勝てずファーストステージの10節終了時点でわずか2勝しか出来ず解任された。

## クラブ歴
- グレミオFBPA 1964-1968
- SEパルメイラス 1969-1977
- CEベント・ゴンサウヴェス 1978
- マリーリアAC 1978

## 指導歴
- CEベント・ゴンサウヴェス監督 1980-1981
- グレミオFBPA下部組織コーチ 1981-1982
- グレミオFBPA・ヘッドコーチ 1983-1996
- グレミオFBPA監督 1996
- 川崎フロンターレ・ゴールキーパーコーチ 1997-1998
- 川崎フロンターレ・ヘッドコーチ 1999
- 川崎フロンターレ監督 2000

## 監督成績
| 年度 | 所属リーグ | 試合数 | 勝点 | 勝 | 分 | 敗 | 順位 | クラブ           |
| ---- | ---------- | ------ | ---- | -- | -- | -- | ---- | ---------------- |
| 2000 | J1         | 10     | 7    | 2  | 1  | 7  | --   | 川崎フロンターレ |

※2000年は10節まで。